# Ониева, Алехандра
Алехандра Ониева (исп. Alejandra Onieva; род. 1 июня 1992, Мадрид, Испания) — испанская актриса

 и модель. Известна главным образом своими ролями Соледад Кастро Монтенегро в «Тайны Пуэнте Виехо» и Каролины Вильянуэва в телесериале «Открытое море».

## Биография
Родилась 1 июня 1992 года в Мадриде. Училась в школах интерактивного исследования и интерпретации Estudio Interactivo и Cuarta Pared. Она начала изучать рекламу, связи с общественностью и моду, но вскоре ей пришлось отложить свою университетскую карьеру, потому что ее выбрали для одной из главных ролей в ежедневном сериале «Тайны Пуэнте Виехо», где она сыграла Соледад Кастро Монтенегро.
Принимала участие в спектакле Mezclando colores. Сериал «Тайны Пуэнте Виехо» был её первой работой в качестве актрисы на малом экране.
В 2017 году принимала участие в телесериале Telecinco, Ella es tu padre вместе с актерами Карлосом Сантосом, Марией Кастро и Рубена Кортада. Сериал вышел в свет 4 сентября 2017 года с хорошим восприятием, хотя его рейтинги затем снизились из-за низкой аудиторию после трансляции седьмой серии. В июле 2018 года было объявлено, что сериал будет транслироваться на FDF для показа остальных серий. В конце того же года состоялась премьера Presunto culpable вместе с Мигелем Анхелем Муньосом, который транслировался на Antena 3.
В 2019 году Алехандра Ониева сыграла главную роль Каролины Вильянуэва в испаноговорящей телесериале производства Netflix и Bambú Producciones — «Открытое море».